# آمستردام (مجموعه نمایش خانگی)
آمستردام مجموعه نمایش خانگی در ژانر اجتماعی به نویسندگی و کارگردانی مسعود قراگزلو، تهیه کنندگی مرتضی شایسته و بازی مهدی سلطانی، هنگامه قاضیانی، شهرام حقیقت‌دوست، مهدی پاکدل، مجتبی پیرزاده، مینا ساداتی، روشنک گرامی، نسیم ادبی و رؤیا جاویدنیا محصول سال ۱۳۹۹–۱۴۰۰ می‌باشد.

## خلاصه داستان
ما یه خانواده ایم، یه خانواده عادی با یه کسب و کار آبرومند…

## بازیگران  و شخصیت‌ها
| بازیگر          | نقش    | توضیحات |
| --------------- | ------ | ------- |
| مهدی سلطانی     | شهاب   |         |
| هنگامه قاضیانی  | شیوا   |         |
| شهرام حقیقت‌دوست | همایون |         |
| مهدی پاکدل      | باربد  |         |
| مینا ساداتی     | سایه   |         |
| مجتبی پیرزاده   | شجاع   |         |
| روشنک گرامی     | بیتا   |         |
| نسیم ادبی       | بهارک  |         |
| رؤیا جاویدنیا   | ناهید  |         |

## تولید
مجموعه ۳۰ قسمتی آمستردام به کارگردانی مسعود قراگزلو از سال ۱۳۹۹ شروع به فیلمبرداری کرد و در ۱۴۰۰ به فیلمبرداری خود پایان داد.

## پخش
مجموعه آمستردام پخش خود را در ۱۳ اردیبهشت ۱۴۰۲ از پلتفرم تماشاخانه آغاز کرد و به دلیل اختلاف تهیه‌کنندگان و پلتفرم پخش‌کننده پخش این مجموعه ناتمام ماند.

## حواشی
- بعد از انتشار قسمت یازدهم سریال «آمستردام» در ۲۱ تیرماه، قسمت دوازدهم یا پایانی این سریال در روز ۲۸ تیر منتشر نشد و در دو هفته اول مرداد هم، در اختیار مخاطبان قرار نگرفت. به نظر می‌رسید علت اصلی ماجرا به عدم صدور مجوز از سوی ساترا مرتبط باشد اما ساترا بلافاصله اعلام کرد مجوز صادر شده است.[۱]
- تعویق در انتشار قسمت آخر از «آمستردام»، با گمانه‌هایی مبنی بر توقف پخش این سریال از سوی ساترا مواجه شده بود؛ اما به گفتهٔ معاون کاربران و تنظیم‌گری اجتماعی ساترا مجوز پخش قسمت آخر این سریال مدت‌هاست که صادر شده و دلیل پخش نشدن قسمت آخر ایجاد مانع از سوی ساترا نبوده است. در همین راستا، محمدصادق افراسیابی ـ معاون کاربران و تنظیم‌گری اجتماعی ساترا ـ در گفت‌وگویی با ایسنا، تأکید کرد: مجوز تمام قسمت‌های سریال «آمستردام» از سوی شورای انتشار ساترا صادر شده است و این سریال برای پخش قسمت‌های خود هیچ منعی از سوی ساترا ندارد. قطعاً ساترا از باب پیگیری حقوق کاربران علت تأخیر در انتشار قسمت آخر سریال آمستردام را از تماشاخونه پیگیری خواهد کرد.[۲]
- در حالی که سریال «آمستردام» بعد از پخش چند قسمت، به دلیل مشکلاتِ به وجود آمده بین صاحبان اثر و پلتفرمِ پخشِ سریال، به توقفی ده‌ماهه فرورفت، در نهایت طبق رای صادره از سوی شعبه ۱۸ دادگاه تجدیدنظر، رأی به رد ادعای پلتفرم «تماشاخونه» داد تا به این شکل تکلیف این سریال تا حد زیادی برای ادامه مسیرش روشن شود. علاوه بر جنبه‌های قانونی و مادی، عدم توجه پلتفرم به حقوق مخاطبین و همچنین تضییع حقوق سازندگان اثر نیز بخشی از ضرر و زیانی‌ست که پلتفرم مربوطه به این سریال روا داشت که ممکن است با رأی دادگاه تجدیدنظر، این حقوقِ پایمال‌شده جبران گردد.[۳]
- طبق اعلام مسعود قراگزلو، کارگردان سریال، «آمستردام» قرار است به شبکه نمایش خانگی برگردد. این کارگردان در صفحه شخصی‌اش در فضای مجازی با اعلام بازگشت دوباره سریال «آمستردام»، چنین مدعی شده است که دادگاه تجدید نظر با تأیید حکم دادگاه بدوی پلتفرم پخش‌کننده را مقصر شناخته و در ادامه آورده است: این پخش دیرهنگام هرچند جبران ظلمی که به اثر و مخاطبانش شده نیست، اما همین که زحمات ده‌ها نفر از همکارانم نیمه تمام نمی‌ماند کمی التیام‌بخش است[۴]
- مهدی سلطانی، از بازیگران اصلی این سریال، ضمن عذرخواهی از مخاطبان به دلیل توقف پخش این مجموعه، خواستار برطرف شدن این موضوع از سوی مراجع قانونی شده بود. او دربارهٔ اینکه عنوان می‌شود چرا پخش این سریال ۳۰ قسمتی پس از ۱۱ قسمت ناگهان متوقف شد، در صفحه شخصی خود نوشت: «تا آنجا که من آگاهم این بار دعوا بین تولیدکننده و پخش‌کننده است. معمولاً در این مواقع دعواها ریشه‌های مالی دارند اما هر چه باشد به نظر می‌رسد در این دعوا حرمت و احترام مخاطب نادیده گرفته شده است.» این بازیگر نوشت: «به جای همه مقصران از مخاطبان پوزش می‌خواهم. قطعاً ادامه یا تکرار این‌گونه موارد، به نفع هیچ‌کس نیست. با آرزوی روزی که در هر کاری تنها کاربلدان به کار گماشته شوند و مسوولیت‌پذیران مسوولیت‌پذیرند.»[۵]